# Shiba (Klan)

Wappen der Shiba

Die Shiba (japanisch 斯波氏, Shiba-shi) waren Daimyō, die sich von Minamoto Yasuuji (Seiwa-Genji) ableiteten. Sie wurden auch Bue (武衛) genannt, nach dem Distrikt in Kyōto, in dem die Familie residierte. Während des Ashikaga-Shogunats waren sie neben den Hatakeyama und den Hosokawa eine der drei Familien (三管領 sankanrei), aus denen die Kyōto Kanrei als Statthalter der Shogune von gewählt werden konnten.

## Genealogie
- Ieuji (家氏), Yasuujis Sohn, war der erste, der sich gegen Ende des 13. Jahrhunderts Shiba nannte.
- Takatsune (高経; † 1367), Ieujis Urenkel, schloss sich Ashikaga Takauji an, half bei der Niederlage der kaiserlichen Armee bei Takenoshita (Provinz Suruga) und marschierte 1335 in Kyōto ein. Im folgenden Jahr besiegte er Wakiya Yoshisuke und Nitta Yoshiaki bei Uryu (Provinz Settsu). Danach besetzte er 1337 die Burg Kanagasaki (Provinz Echizen), wo sich Nitta Yoshisada festgesetzt hatte, und 1338 die Burg Takanosu. Diese wurde von Hata Toshiyoshi verteidigt, der dabei ums Leben kam. Nach diesen Siegen hatte der Südhof keine Mitstreiter mehr in Echizen und in dessen Umgebung. – Aber Takatsune, nach seinen Auseinandersetzungen mit Takauji, unterstützte nun Ashikaga Tadafuyu, der nach Niederlagen sich 1354 nach Echizen zurückgezogen hatte. Nach dem Tode Takaujis versöhnte sich Takatsune mit Shōgun Ashikaga Yoshiakira, worauf sein Sohn Yoshimasa 1362 zum Minister (shitsuji) ernannt wurde. – Der Friede dauerte jedoch nicht lange, Takatsune geriet in Streit mit Sasaki Ujiyori und Akamatsu Norisuke. Yoshiakira setzte Ujiyori und Hatakeyama Yoshitō gegen ihn an, die ihn in seiner Burg Somayama (Echizen) belagerten. Er widerstand mehr als ein Jahr, starb dann aber während der Belagerung.
- Yoshimasa (義将; † 1410), Takatsunes Sohn, wurde 1362 zum Shitsuji ernannt, eine Position, die Ashikaga Yoshimitsu dann 1367 als Shōgun in Kanrei umbenannte. Gefördert vom neuen Shōgun wurde Yoshimasa Gouverneur der Provinzen Echizen, Noto, Shinano, Sado und Wakasa. Yoshimasa ist auch als Poet bekannt.
- Yoshitake (義健; † 1452) starb ohne Nachkommen. Es kam zu einer Auseinandersetzung über die Nachfolge: eine Seite setzte sich für Shibukawa Yoshikado ein, eine andere für Ōno Yoshitoshi.
- Yoshikado (義廉; um 1480) war der Sohn des Shibukawa Yoshino. Nach dem Tode Yoshitakes war zunächst sein Vetter Yoshitoshi als Nachfolger bestimmt, aber die großen Vasallen der Shiba, nämlich die Kai, die Klan und die Oda weigerten sich, diese Wahl anzuerkennen und benannten Yoshikado. Daraufhin brach Krieg aus zwischen den rivalisierenden Parteien, bis Shōgun Ashikaga Yoshimasa 1459 die Nominierung Yoshikados anerkannte und Befehl gab, alle Domänen den Shiba ihm zu unterstellen. Yoshitoshi floh ohne seine Ansprüche aufzugeben in die Provinz Suō. Sein Fall kam vor den Hof in Kyōto, und 1466 widerrief der Shōgun seine frühere Entscheidung und bestätigte Yoshitoshi als rechtmäßigen Nachfolger. Yoshikado weigerte sich jedoch, diese Entscheidung anzuerkennen und bat seinen Schwiegervater, Yamana Sōzen (山名宗全; 1404–1473), um Hilfe. Der Shōgun, unter Druck geraten, ließ Yoshitoshi fallen und ernannten Yoshikado zum Kanrei. Im folgenden Jahr brach der Ōnin-Krieg aus: Yoshikado stellte sich natürlich auf die Seite Sōzens. Nachdem der Frieden 1477 wieder hergestellt war, zog sich Yoshikado auf seine Burg Kiyoshi zurück.
- Yoshitoshi (義敏; 1430–1490) war Ōno Yoshikanes Sohn, der von Shiba Mochitane, einem Onkel Yoshitakes, adoptiert worden war. Als Yoshitake 1452 starb, bestimmte die Familie Yoshitoshi zu seinem Nachfolger. Die großen Vasallen verweigerten aber die Anerkennung und begannen, die Domänen der Shiba unter sich aufzuteilen. So nahmen die Oda die Provinz Owari, die Asakura Echizen, die Kai Tōtōmi usw. Yoshitoshi rief den Shōgun Yoshimasa an, worauf die Rebellen Ise Sadachika zum Shōgun sandten, der ihre Ansprüche mit der Unfähigkeit Yoshitoshis begründete. Der Shōgun ließ sich überzeugen und bestimmte Yoshikado als Nachfolger. Yoshitoshi ging nach Suō und bat Ōuchi Norihiro um Hilfe. Zu dieser Zeit heiratete die Schwester von Yoshitoshis Frau Ise Sadachika, der sich zum Shōgun begab, wo er nun für Yoshitoshis Rechte warb und Erfolg hatte. 1466 wurde nun wiederum Yoshitoshi zum Nachfolger bestimmt. Yoshikado marschierte daraufhin mit Unterstützung seines Schwiegervaters Yamana Sōzen nach Kyōto. Yoshitoshi musste nach Norden fliehen, und als der Onin-Krieg ausbrach, war er natürlich auf der Seite von Hosokawa Katsumoto, Sōzens Gegner. 1475 zog sich Yoshitoshi nach Owari zurück, das allerdings die Oda zum größten Teil übernommen hatten. Yoshitoshi wich dann nach Echizen aus, wo er auch starb.
- Yoshisato (義達; † 1521) war ein Enkel Yoshikados. Er versuchte vergeblich, die Macht über seine Vasallen zurückzugewinnen. Die drei großen hatten sich in ihren den Domänen nahezu unabhängig von ihm gemacht.
- Yoshimune (義続; † 1554), Yoshisatos Sohn, wurde von Oda Nobutomo geschlagen und nahm sich daraufhin das Leben.
- Yoshikane (義銀; † 1572), Yoshimunes Sohn, bat Oda Nobunaga um Hilfe gegen Nobutomo, den er auf der Burg Kiyosu belagerte. Er besiegte und tötete ihn und übernahm die Burg. Als er versuchte, sich der Autorität Nobunagas zu entziehen, musste er die Owari verlassen. Zunächst ging der nach Ise, danach nach Kawachi, wo er in Armut starb. Mit ihm starb die Familie aus, die über zweihundert Jahre eine bedeutende Rolle gespielt hatte.